# 撒丁民族主義

撒丁旗幟的原始版本，不同于现行的撒丁大区旗帜

撒丁民族主義是一個社會，文化和政治運動，主張保護撒丁島的環境並且重新發現撒丁島的文化。撒丁民族主義還主張要求更多自治權，甚至從義大利獨立。在某些撒丁民族主義者看來，義大利是一個殖民國家。大多數撒丁民族主義者都是左翼人士。撒丁民族主義開始於戰間期，當時他們主要的反抗對象是以羅馬為中心的義大利民族主義和法西斯主義。1980年代時，撒丁民族主義再度復興。
近年来，出现了许多不同意识形态背景的撒丁主義党派（甚至包括右翼和中间党派），但是它们都属于少数派。其中一些党派与意大利全国性党派结成了规模不等的政治联盟。 例如，在2014 年撒丁岛大区选举中也出现了这种情况。当时所有撒丁民族主义政党的得票率合计为 26%。